# ون سیتترت
پیتر هندریک ون سیتترت (تولد: مه ۱۸۸۹ - مرگ ۱۹۵۹) دانشمند هلندی تبار متولد گودا بود. او فیزیک‌دان و تاریخ‌شناس علمی بود. ون سیتترت آثار و لوازم علمی تاریخی همچون اینتر آلیا، میکروسکوپ هوک را شناسایی و جمع‌آوری می‌کرد که بعدها این عمل او سبب بنیان‌گذاری موزهٔ دانشگاه اوترخت به دست او شد. ون سیتترت همچنین به همراه فریتز زرنیکه برای نخستین بار در سال ۱۹۳۰ نظریه همدوسی و یکی از نظریه‌های زیرمجموعهٔ آن، نظریهٔ زرنیکه-هندریکرا که تا حدی در برگیرنده مطالعهٔ نورهای همدوسی و منابع رادیویی است را بیان نمود. از ون سیتترت همچنین به عنوان پدید آورندهٔ موزهٔ اشیای علمی تاریخی دانشگاه در اوترخت یاد می‌شود.